# Vossenbesmineermot
De vossenbesmineermot (Fomoria weaveri) is een vlinder uit de familie van de dwergmineermotten (Nepticulidae). De wetenschappelijke naam is voor het eerst voorgesteld als Nepticula weaveri door Henry Tibbats Stainton in een publicatie uit 1855.

## Verspreiding
De soort komt voor in een groot deel van Europa waaronder Noorwegen, Zweden, Finland, Europees-Rusland, Siberië, Estland, Letland, Litouwen, het Verenigd Koninkrijk (m.u.v. Noord-Ierland), Denemarken, Nederland, België, Frankrijk, Duitsland, Polen, Tsjechië, Slowakije, Zwitserland, Oostenrijk en Italië.

## Waardplant
De rups leeft op Vaccinium vitis-idaea (Ericaceae).